# Château de Vendôme
Le château de Vendôme est un ancien château fort, de nos jours en ruine, dont les vestiges se dressent sur la commune française de Vendôme, dans le département de Loir-et-Cher, en région Centre-Val de Loire.
Les ruines du château font l'objet d'un classement et d'une inscription aux monuments historiques.

## Localisation
Le château est bâti sur une puissante colline que vient lécher, en rive gauche, le Loir, sur la commune de Vendôme dans le département français de Loir-et-Cher. Le château domine la ville et contrôlait la grande voie de Chartres à Tours.

## Historique
La plus ancienne mention de l’existence d’un lieu fortifié à Vendôme se trouve dans le traité d’Andelot de 587.

### La forteresse des comtes du Vendômois
Bien qu'au Xe siècle le Vendômois soit gouverné par le puissant comte Bouchard Ier dit le Vénérable, l’un des compagnons les plus fidèles du roi Hugues Capet, les sources relatives aux château lui-même manquent. Les premières traces de fortifications en pierre datent du XIe siècle, sur l’emplacement du lieu appelé « capitainerie ».

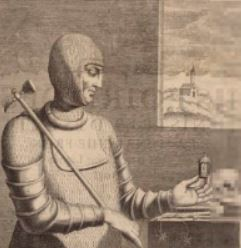
Geoffroy II d'Anjou dit Martel.

Agnès de Bourgogne, épouse de Geoffroy II d'Anjou, comte du Vendômois depuis 1032, aurait fondé la collégiale Saint-Georges du château. La légende dit ainsi que celle-ci était lasse de devoir descendre chaque jour à Saint-Martin pour prier. On lui devrait aussi la construction de l’église Saint-Lubin, au sein même du château, destiné aux habitants du faubourg du même nom. Geoffroy Martel devient comte d’Anjou à la mort de son père Foulques III d'Anjou dit Foulques Nerra, marquant le début de la suzeraineté de l’Anjou sur le Vendômois.
Le début du règne de Geoffroy III (1102-1144) est marqué par une guerre contre Thibaut IV, comte de Blois. Sa femme Mathilde de Châteaudun rachète la seigneurie de Lavardin à Aymeric Gaymard vers 1130, et fonde en 1139 le couvent des Templiers. Il est possible d'imaginer que le château a été restructuré à cette époque, par l’élévation de l’enceinte primitive composée du donjon, des murailles, de la tour de Poitiers et de la tour Saint-Lubin[réf. nécessaire].
Jean Ier combat aux côtés d'Henri Plantagenêt, futur Henri II d'Angleterre. En 1170, il propose son château pour une entrevue entre le roi de France Louis VII et Henri Plantagenêt, qui permit d’amener à une trêve. L’année 1173 l’oppose à son fils aîné Bouchard de Lavardin, lequel a pris parti pour les fils révoltés d’Henri II, alliés pour un temps au roi de France. Bouchard occupe par la force le château de Vendôme et se rend maître de la ville, fermant les portes à son père. Jean Ier fait appel à Henri II pour libérer la ville et le château. Lors de sa croisade en Palestine en 1180, le comte Jean fait tout de même de son fils aîné le régent du comté. Bouchard reste l'allié du roi de France et en 1188, il livre la ville à Philippe II Auguste qui tient prisonnier la garnison anglaise, sans se rendre maître du château.
Aux XIIIe et XIVe siècles, la colline est couronnée d'une vaste enceinte.

### Les Bourbon-Vendôme

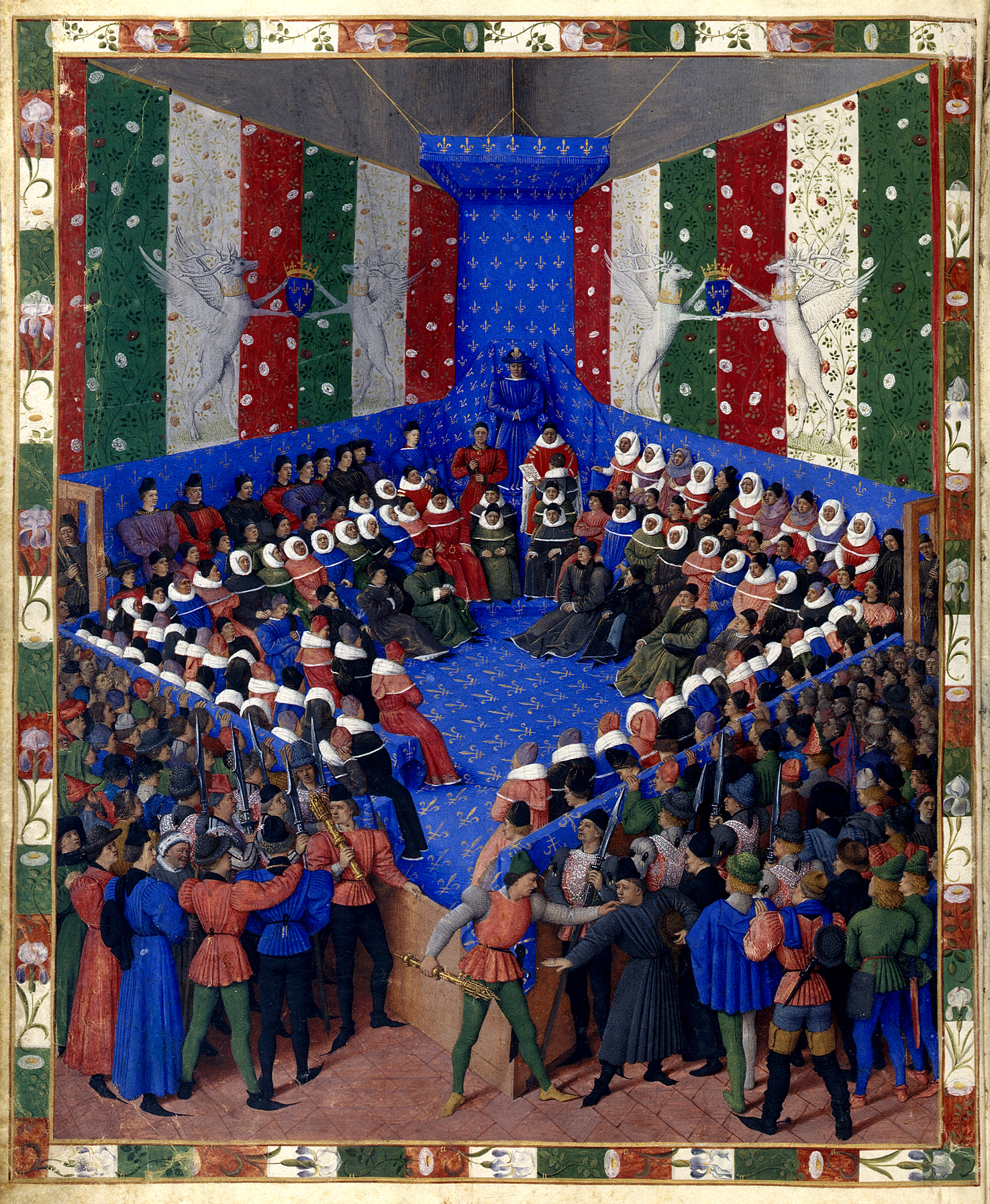
Lit de justice du roi Charles VII (roi de France) réuni à Vendôme pour le procès du duc Jean d'Alençon en 1458, (enluminure de Jean Fouquet, Boccace de Munich, vers 1459-1460), Munich, Bibliothèque d'État de Bavière.

Le double mariage en 1364-1365 du comte Bouchard VII de Vendôme avec Isabelle de Bourbon, et de sa sœur Catherine de Vendôme avec le comte de La Marche Jean Ier de Bourbon, font entrer le Vendômois en possession d'une branche cadette de la maison de Bourbon après la mort de Bourchard et de sa fille unique Jeanne.
C'est à partir de la fin du XIVe et du début du XVe siècle que l'on commence à avoir les premières traces, dans l'enceinte du château, de l'architecture civile. En effet, trois tours-pavillons sont édifiées à l'aplomb du coteau sur la face nord du château. Entre les deux tours orientales est bâti un corps de logis à deux niveaux sous comble.
En 1458, le château accueille le procès du duc Jean d'Alençon pour lequel le roi Charles VII fait réunir son lit de justice.
Au cours du XVe siècle est édifiée une nouvelle tour pavillon à l'est des précédentes, reliée par un nouveau corps de logis résidentiel dont la fonction précise reste à déterminer. Ce bâtiment de forme quadrangulaire de 24m de long sur 11m de large était accessible par la cour, une tour d'escalier monumentale fut aussi construite, permettant de relier l'ancien logis par un couloir. Cette position particulière est due à la présence du chevet de la collégiale Saint-Georges.
Les logis de la façade nord du château sont au moins partiellement reconstruits à la fin du XVe siècle ou au début du XVIe siècle, sous l'impulsion de Marie de Luxembourg, comtesse de Vendôme[réf. souhaitée]. d'autres modifications à l'intérieur de l'enceinte castrale durent être entreprises car un compte de paiement de bâtiments faits au château de Vendôme en 1531 montre que des constructions furent effectuées[Quoi ?].
Louis, futur prince de Condé nait au château le 7 mai 1530.

#### Siège du château par Henri IV en 1589
Henri de Bourbon roi de Navarre, est aussi duc de Vendôme par son père. Le 2 août 1589, suite à l'assassina d'Henri III il devient roi de France sous le nom de Henri IV. Il n'est dans les fait que roi des huguenots, il doit reconquérir son nouveau royaume. Malgré une victoire brillante à Arques, Henri échoue à reprendre Paris au mois d'octobre 1589. Il se porte alors vers la province, avec une armée diminuée (beaucoup de ses commandant sont renvoyés dans leur gouvernement) pour reprendre les villes acquises à la Ligue. Le roi veut rejoindre la Loire. Sur la route, il reprit Étampes puis Janville le 11 novembre, puis il se porta sur Châteaudun, ville qui lui ouvrit ses portes, Henri s'installa dans le château le 13 novembre, avec sa cour composée d'officiers, et envoya des émissaires à Vendôme qu'il somme aussitôt de se rendre. En effet, la ville étant la capitale de ses domaines paternels, le roi cherche à éviter tout conflit. Mais la ville ne se soumet pas, tenue par un gouverneur catholique ligueur intransigeant, Maillé de Bénéhart. Alors, le roi quitte Châteaudun le 15 novembre et gagne Vendôme dans la journée. La ville et le château sont investis. Le lendemain, le roi établit son quartier général au manoir de Meslay tout proche. Le roi part en reconnaissance des fortifications de la ville et du château, que le chroniqueur Palma Cayet décrit ainsi :

« Étant la ville fermée d'un bon fossé plein d'eau et avec une bonne muraille garnie de flancs, en beaucoup de lieux de bon terrain derrière ; le château est beaucoup meilleur, étant sur un haut, ayant un bon fossé du côté de la campagne et un précipice du côté de la ville, la muraille bonne, et défendue de bonnes et grosses tours. »

Le 17 novembre, des pourparlers sont de nouveau engagés, Maillé de Bénéhart désirant que les troupes royales se retirent sans vouloir rendre la place. Voyant la non soumission de la ville et du château à son propre duc, le roi et les maréchaux de Biron et d'Aumont se concertent pour établir le plan d'attaque. Il est décidé de reconquérir la capitale vendômoise par le château, car le château pris, la ville tomberait plus facilement, de plus les troupes composant l'armée se seraient empressées de piller la ville sans s'occuper du château. 
Maillé de Bénéhart n'a pour défendre la ville et le château qu'une garnison de 400 soldats (des gentilshommes) plus 600 à 700 hommes composant la milice bourgeoise de la ville, donc aucune armée véritable destinée à tenir un siège.
Le château fut ainsi assiégé du côté du plateau sur sa face sud, une batterie d'artillerie dite « royale » est installée de ce côté-ci. Cette batterie était probablement composée de canons (5400 livres soit environ 2 tonnes 642 kg). Le roi passa toute la nuit du 18 au 19 novembre à installer son artillerie. L'attaque fut portée sur deux tours de la face sud du château, et une brèche, relativement étroite, fut faite dans l'une d'elles. Un petit nombre de soldats est envoyé en reconnaissance de l'intérieur de la tour déjà abandonnée. L'assaut est alors donné, dirigé par le maréchal de Biron secondé par François de Coligny, les troupes du roi s'installent en haut des remparts et tirent sur les assiégés totalement désorganisés regroupés dans la cour du château. Palmat Cayet raconte cet évènement, les assiégés pris de panique, quittèrent le château, se précipitant vers la ville par la porte dite « porte poterne », ils furent suivis de si près que lesdits sieurs (de Biron et Châtillon) avec partie desdits soldats y entrèrent pêle-mêle avec eux et se firent en moins d'une demi-heure maîtres du château et de la ville. Maillé de Bénéhart et quelques uns de ses partisans se réfugient dans l'hôtel du gouverneur, avant de se rendre au Maréchal de Biron. La ville fut pillée, mais à la demande du roi, toutes les églises de la ville et plus particulièrement la collégiale du château, le père et la mère d'Henri y étant enterrés, furent épargnées. Le gouverneur Maillé de Bénéhart et le père cordelier Chessé furent exécutés durant le sac de la ville.

### Le premierXVIIesiècle: César de Vendôme et les grands travaux de modernisation

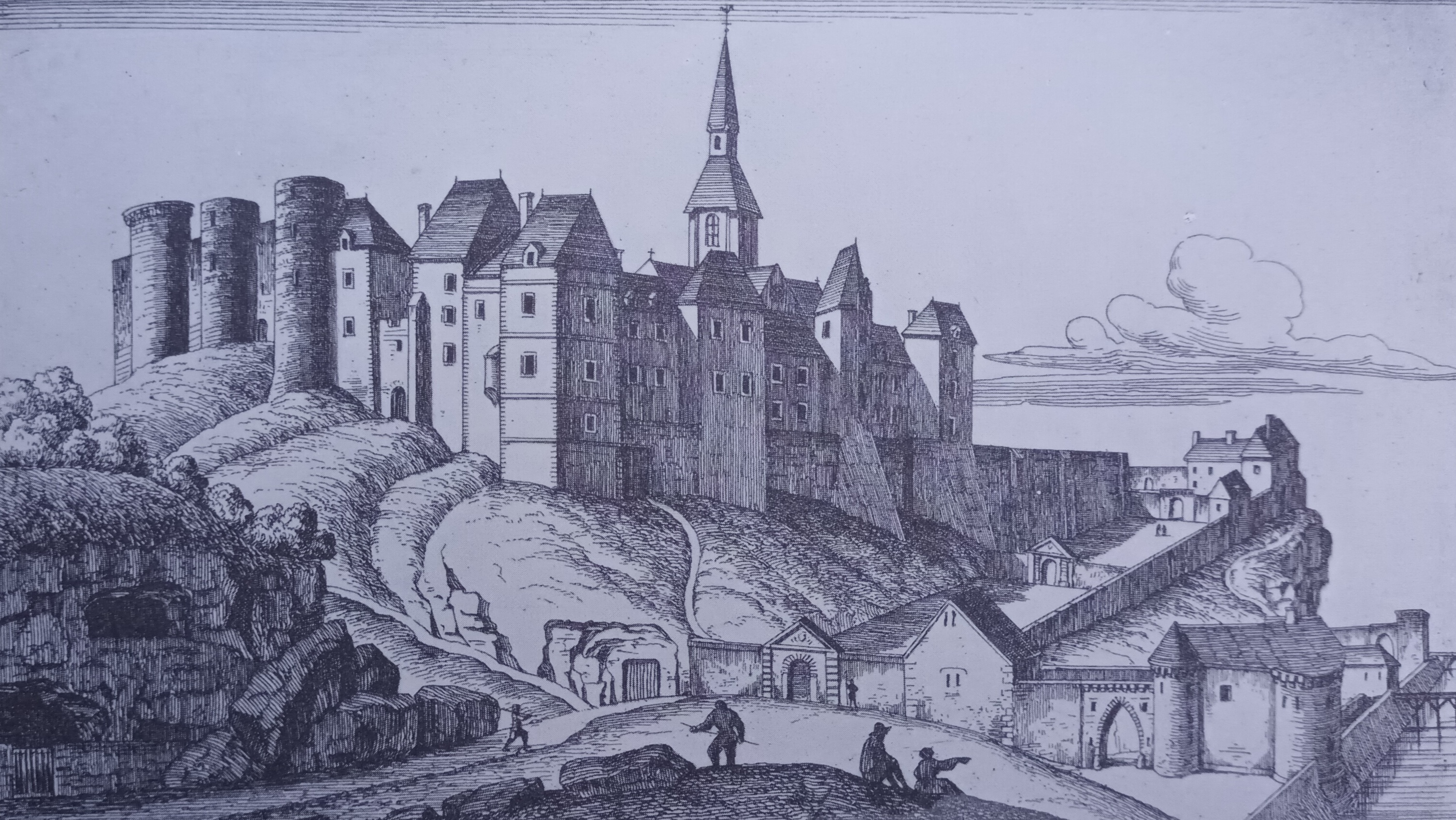
Eau-forte du XIXe siècle d'Armand Queyroy, représentant le château en 1680.

Vers 1620 ou 1630, le duc César de Vendôme entreprend la modernisation du château. Il construit une grande rampe d'accès, ponctuée de trois portes monumentales, fait percer une nouvelle porte — la porte de Beauce — au sud de l'enceinte médiévale, et construit un nouveau logis contre l'ancienne porte d'entrée du château, sur la face ouest. Il fait déplacer l'église paroissiale Saint-Lubin, qui encombrait la cour du château, dans le quartier du même nom.
Dans ce contexte, la collégiale Saint-Georges bénéficie d'une restructuration :  elle acquiert le rang d'église paroissiale pour les personnes vivant dans le château, en 1626.

### Un lent désintérêt

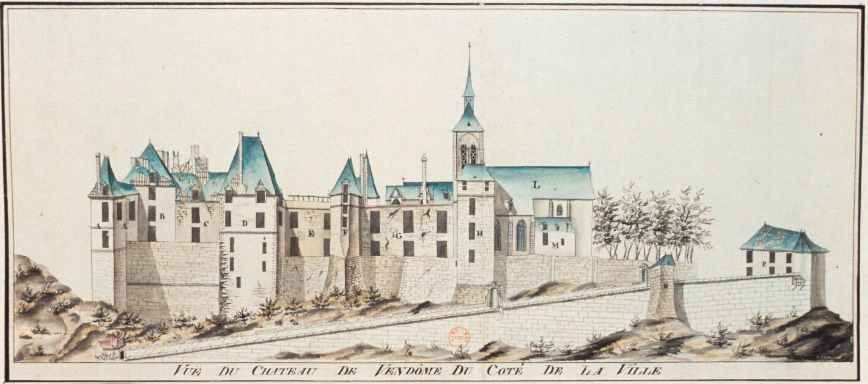
Représentation du château de Vendôme au XVIIIe siècle.

Le château est progressivement délaissé. Le duc Louis II de Vendôme et son fils Louis Joseph de Vendôme dit le Grand Vendôme n'y résideront pas durant leurs règnes. Le premier préférant leur hôtel parisien ou les terres de son gouvernement de Provence, le second préférant le château d'Anet. À la mort du Grand Vendôme en 1712, Louis XIV, sans droit, rattache le duché au domaine de la Couronne sous prétexte que Philippe de Vendôme, frère du défunt, ne pouvait hériter à cause de son état de Grand prieur. Cette réunion n'a toutefois été effective qu'en 1724, moins d'un an avant la mort de Philippe — celui-ci ne réside pas plus que ses prédécesseurs au château. Le rattachement au domaine royal accentue l'abandon de la demeure.
Le château est mis en vente le 5 janvier 1791. Une première offre à 13 000 livres est faite par Gabriel Pinson mais qui ne sera pas retenue. Dix jours plus tard, le 15 janvier, Jean Fournier, laboureur à Crucheray, l'achète pour 14 400 livres (hors collégiale et rampe). Mais celui-ci ne pouvant honorer son achat, étant sans le sou, il sera déclaré insolvable et le château remis en vente. Il sera cette fois partagé en six lots, adjugé aux enchères le 11 juin 1791 pour un montant total de 11 400 livres :
- 1er lot : une cave au bas du château vendue pour 800 livres à M. Dehargne ;
- 2e lot : la capitainerie et le magasin à poudre vendus pour 1025 livres à M. Pasquier père ;
- 3e lot : le château stricto sensu (tours, souterrains, rampe, portails) outre le cimetière du chapitre et le bâtiment adjacent à la collégiale, vendus pour 5000 livres à Jean-François Morinet, Lubin Drouin, Charles Brissé et François Pasquier l'aîné (entrepreneur de travaux publics à Vendôme) ;
- 4e lot : un clos de vigne au Temple vendu pour 1325 livres à M. Morinet ;
- 5e lot : les ferrures, plombs, charpente et ardoises du château précédemment déposés, vendus pour 1225 livres à Nicolas Fontaine, Mathurin Asseau et Charles Brissé ;
- 6e lot : 30 boisseaux de terre (terrain appelé la Montagne), fossés, buttes, garennes et broussailles, vendus pour 2000 livres à MM. Morinet, Brisset et Pasquier.

Ces divers particuliers s'emploient à démolir le château pierre par pierre — le donjon carré a aujourd'hui disparu — et d'en vendre les matériaux. L'un des acquéreurs, Pasquier, s'efforce de racheter les parts de plusieurs copropriétaires. Ainsi, le 8 pluviôse an IV (28 janvier 1796), on procède à un nouveau partage en deux lots, le premier attribué à M. Pasquier et le second à MM. Chaillou et Lepeintre (la part de ce dernier étant rapidement rachetée par M. Chéron).
La destruction du château a continué jusqu'à l'achat, au début du XIXe siècle, par divers propriétaires de différentes parties du château dans un but de conservation des ruines encore en place. Le rachat le plus notable est celui fait par le comte de Beaumont, sous-préfet de Vendôme de 1815 à 1824, qui rachète à la veuve Pasquier pour 1524 livres les tours, murailles et murs encore debout des fronts sud-est et sud. Il en fait aussitôt don à la ville.
Le cèdre majestueux, planté en 1807, témoigne toutefois de son renouveau en tant que parc d’agrément.
Le château est ensuite classé sur la première liste des Monuments Historiques en 1840.

### Le château de nos jours

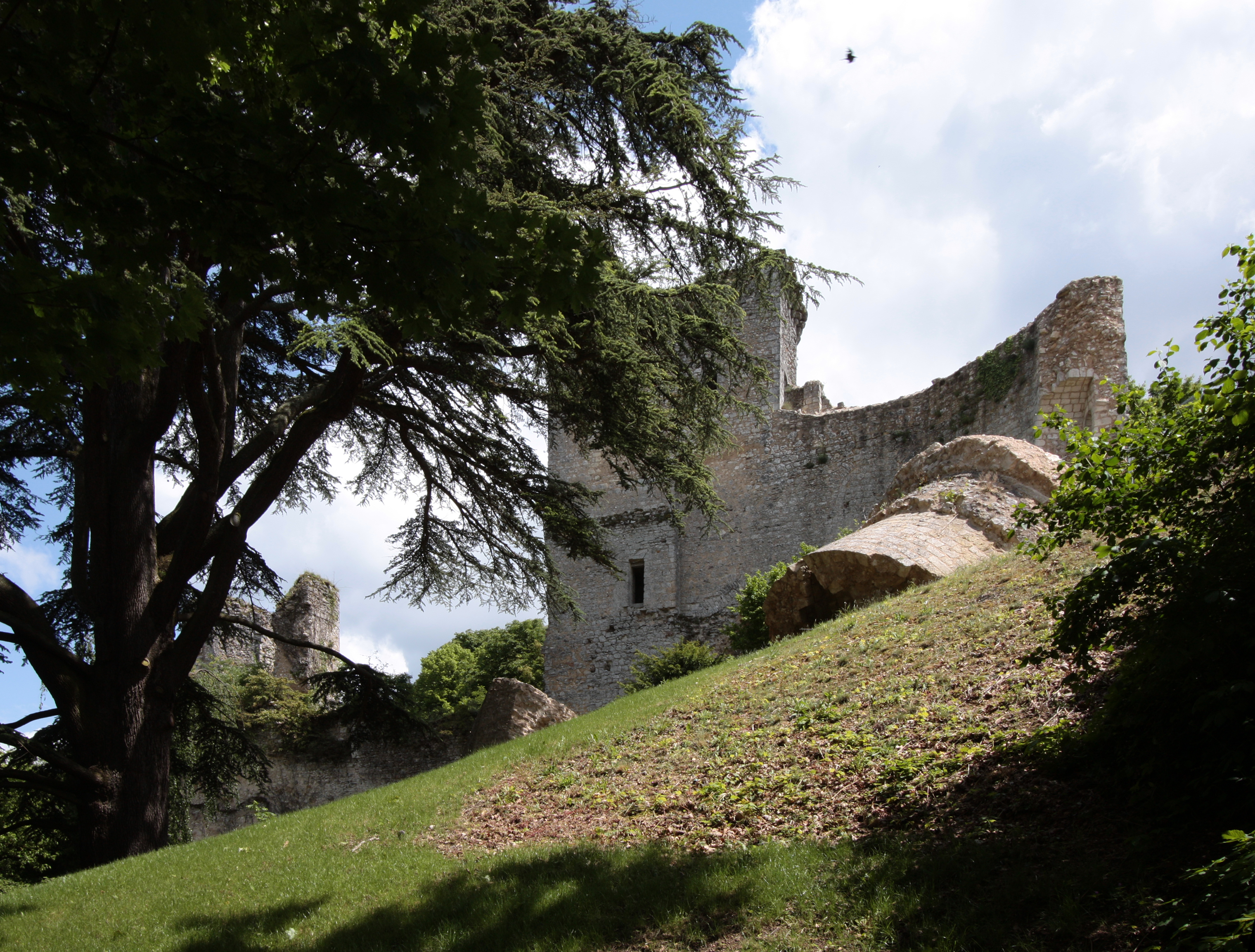
Tour effondrée en 2001.

Au début du XXe siècle un projet de valorisation de la tour de Poitiers voit le jour : le conseil municipal, en présence d'un architecte étudie la possibilité de rendre la tour accessible au public. Sont alors construits deux planchers et un escalier intérieur en bois ; un autre escalier, métallique, est installé à l'extérieur et reste en place jusque dans les années 1960.
En mars 2001, l’effondrement d’une tour et d’une partie du mur d’enceinte explique la position de vestiges à mi-pente du talus.
Cet effondrement témoigne de la fragilité de l'édifice.
En 2019 la commune lance le projet de réhabiliter le château et fait appel à Maël de Quelen, architecte en chef des monuments historiques. Les travaux bénéficient du plan de relance mis en place par l’État à travers la DRAC. Les travaux s'achèvent au mois de novembre 2024.

## Description

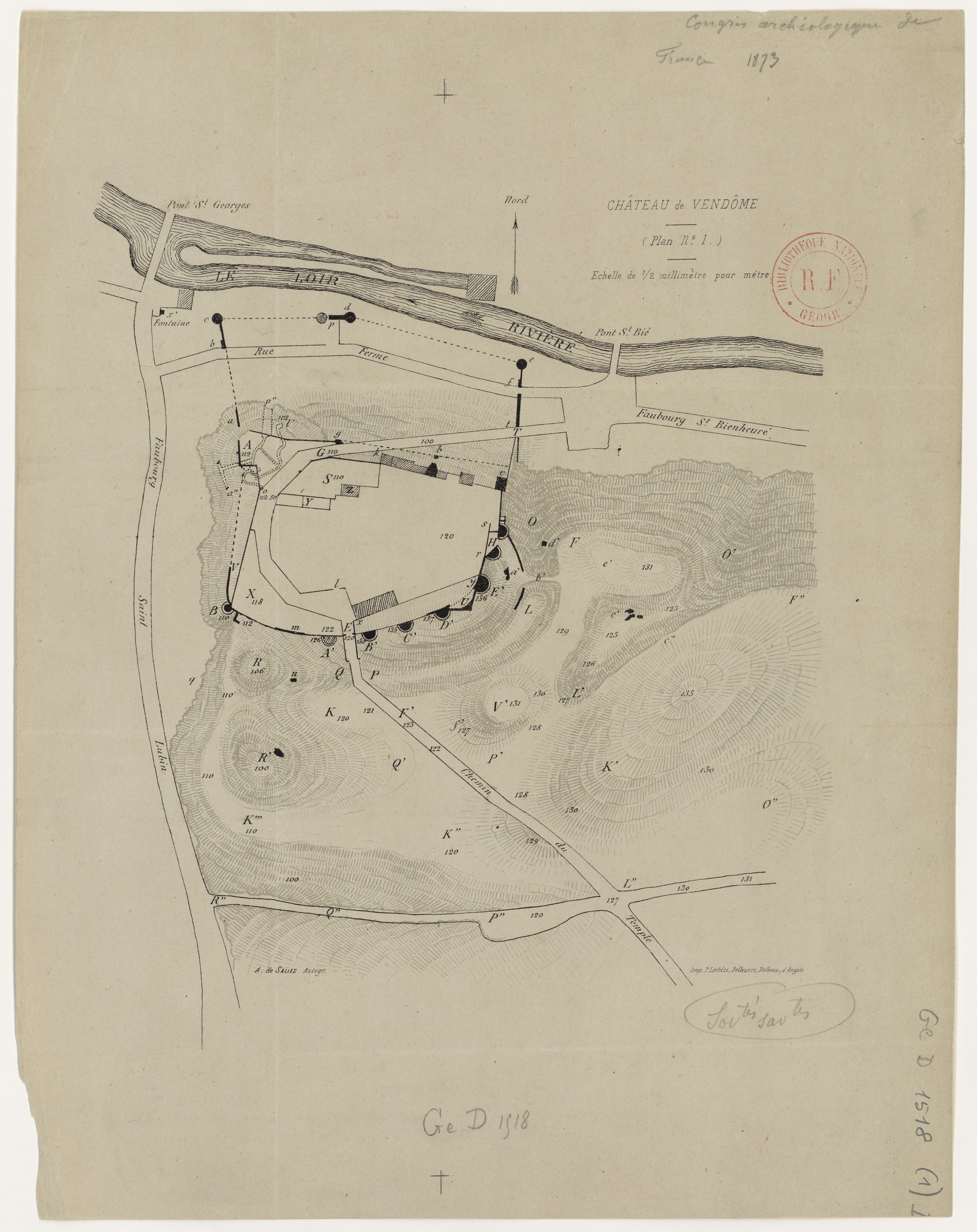
Plan du château de Vendôme par Alexandre de Salies.

### Le château
Le château de Vendôme est malheureusement très endommagé. Le premier point fortifié au XIe siècle est un donjon quadrangulaire situé à la pointe nord-ouest du promontoire rocheux.
L’enceinte médiévale, dont les murs sont encore en partie visibles, date du XIIe siècle. Cette grande enceinte est flanquée de tour au passage du XIIIe siècle (une tradition persistante veut que ces adjonctions étaient faites pour la venue du roi Louis IX, futur Saint Louis et de sa mère Blanche de Castille) qui couronne la colline est longue 170 m et large de 100 m. Le site est fermé à l'ouest par un vallon qu'escalade la route de Tours. Du côté plateau, la place est isolée par un profond fossé en arc de cercle qui en fait le tour.
La tour de Poitiers, tour maîtresse, domine toujours par sa taille cet ancien dispositif, renforcé au XIVe siècle. Elle fut munie au XVe siècle de cachot.

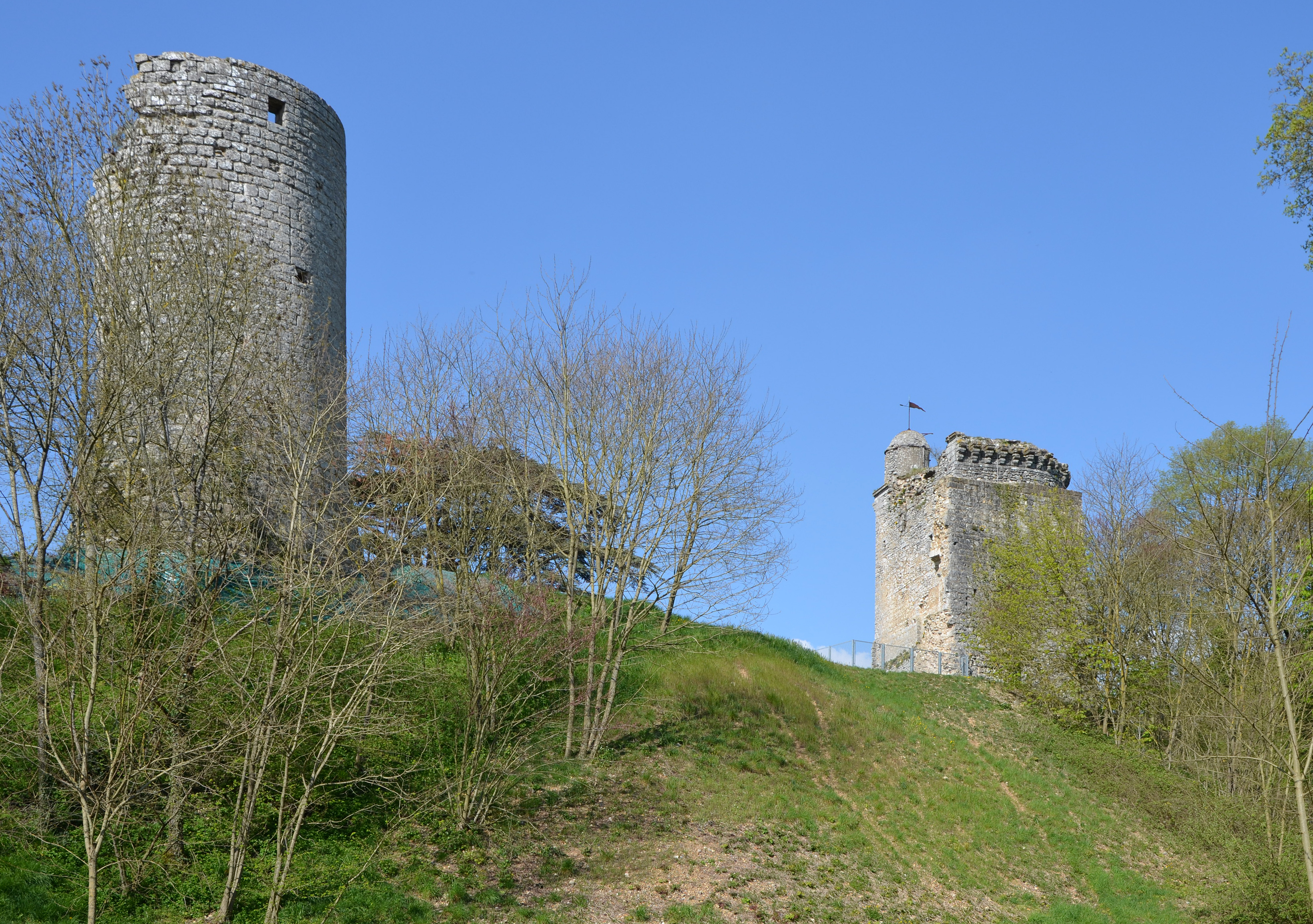
Vue du sud.

### Les logis
Des logis couraient sur le front nord, le peu de vestiges rend difficile une datation précise mais on peut supposer que ceux-ci aient été construits entre la fin du XIVe et la fin du XVe siècle lorsque le château devint possession des Bourbon-Vendôme.
Une gravure du château au XVIIe siècle permet de visualiser l’ampleur des aménagements commandés par le duc César de Vendôme. Ce dernier fait réaliser une rampe d’accès et une porte d’entrée pour ouvrir le château vers l’extérieur. Des vastes logis construits deux siècles plus tôt, il ne reste que la base des tours qui dominent la rampe.

### La collégiale Saint-Georges
La collégiale Saint-Georges du château abrite, de sa fondation au XIe siècle jusqu'à la Révolution, les tombeaux des comtes et ducs de Vendôme, notamment ceux de Jean VII de Bourbon-Vendôme, Louis Ier de Bourbon-Vendôme, Jean VIII de Bourbon-Vendôme, ainsi que celle de Jeanne d'Albret et d’Antoine de Bourbon, parents d’Henri IV. Le démantèlement du château, après la Révolution, va de pair avec celui de cette nécropole des Bourbon-Vendôme, déjà mis à mal par deux assauts (en 1562 par les huguenots et en 1793 par les révolutionnaires). Les haies d’ifs (plantées en 1935) matérialisent in situ le plan de l’édifice.

### La Capitainerie
Bâtiment situé à la pointe nord-ouest du château, c'est l'emplacement du donjon primitif, qui a aujourd'hui disparu et dont il reste de faible vestiges.

### La rue Ferme
En contrebas, la rue Ferme constitue l’ancienne basse-cour du château, sorte de couloir de sécurité contrôlé par des portes fortifiées. Les demeures de la rue sont pour la plupart d’anciennes maisons des chanoines de la collégiale du château.

### Les souterrains
Le château posséde des souterrains datant probablement du XVe siècle.

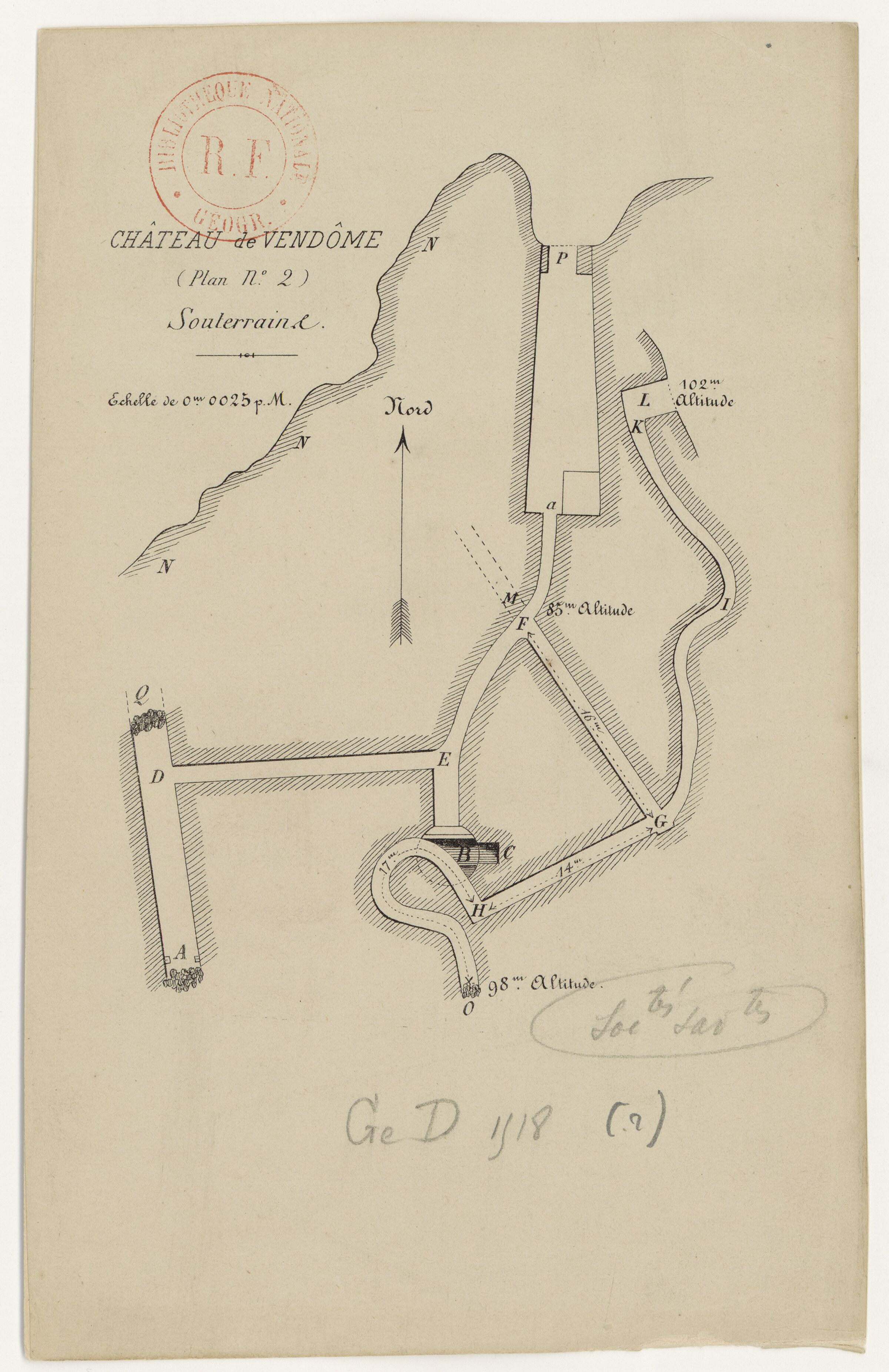
Plan des souterrains du château de Vendôme par Alexandre de Salies.

La ville s'est établie à ses pieds, dans le coude du Loir, autour de l'abbaye de la Trinité.

## Protection au titre des monuments historiques
Le château est classé par la liste des monuments historiques protégés en 1840 tandis que sont inscrits, par arrêté du 29 avril 2021 :
- les vestiges de l'ancienne tour-maîtresse (« la capitainerie ») ;
- les courtines sud et ouest ;
- la tour Saint-Lubin ;
- les talus et fossés au sud et au nord, notamment la Montagne ;
- la poudrière et les sols et tréfonds associés ;
- les murs de la rampe et les parcelles de sols correspondant aux vestiges.